# Bengt Jönsson Oxenstierna

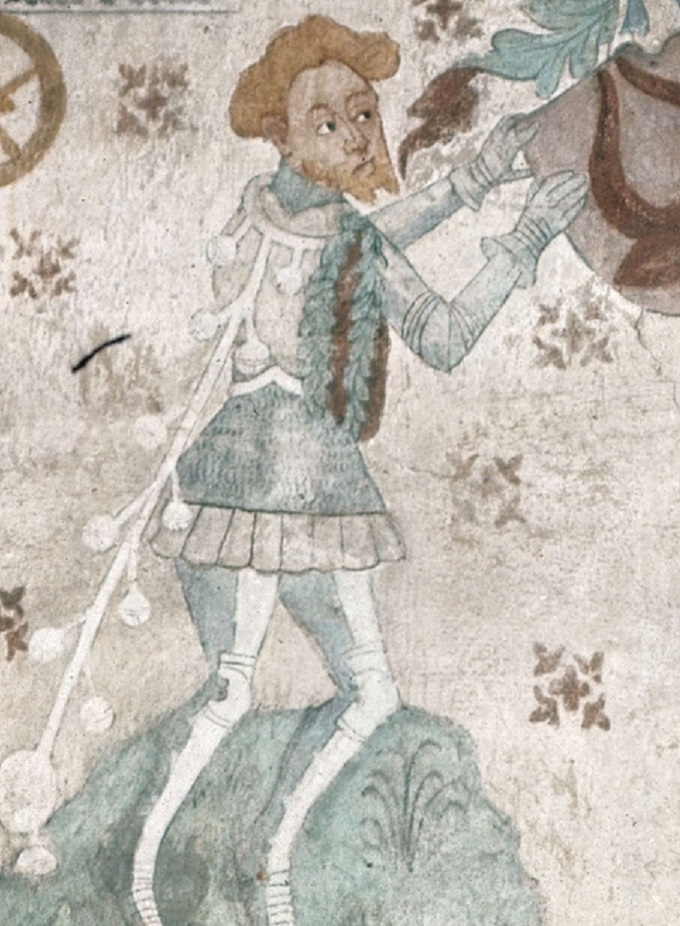
Bengt Jönsson Oxenstierna, Gemälde aus der Kirche von Tensta

Bengt Jönsson Oxenstierna (* zwischen 1390 und 1393; † 1450) war ein schwedischer Ritter, Reichsrat und für einige Monate im Jahr 1448, schwedischer  Reichsverweser.
Bengt Jönsson war der Sohn von Jöns Bengtsson Oxenstierna d.Ä. und Märta Finvidsdotter (Frössviksätten). Im Jahr 1426 wurde er Gerichtsbeamter in der Harde Tierp, 1437 oder 1438 Reichsrat, 1439 oder 1440 Gesetzessprecher (Richter) in Uppland, 1441 Ritter, Reichshofmeister in den Jahren 1441 bis 1448 und in den Monaten Januar bis Juni 1448, gemeinsam mit seinem Bruder Nils Jönsson Oxenstierna, Reichsverweser von Schweden.
Bengt Jönsson Vaterhaus stand in Salsta in der Kirchengemeinde Lena im Gerichtsbezirk Norunda in Uppland. Er spendete große Summen an die Kirche von Tensta. Dafür wurde er auf einer Wand in der Kirche, in Form von einem so genannten Spenderporträt, verewigt. Dieses wurde, wie 60 Prozent der anderen Bilder in der Kirche, von dem Maler Johannes Rosenrod gemalt.
Im Jahr 1416 heiratete er Christina Christiernsdotter Wasa, welche jedoch bereits in den 1430er-Jahren starb. In seiner zweiten Ehe nahm er sich Märta Lydekadotter Stralendorp zur Frau. Er war der Vater des Erzbischofs Jöns Bengtsson Oxenstierna, Christiern Bengtsson Oxenstierna d.Ä., Arvid Bengtsson und David Bengtsson.